# Stazione di Bosco Pineto
La stazione di Bosco Pineto è una fermata ferroviaria posta sulla linea Jonica.  La stazione è stata del tutto demolita nel 1994, ad oggi non v'è più traccia. Serviva la frazione di Castellaneta denominata Bosco Pineto (insieme a Castellaneta Marina).
Il fabbricato viaggiatori è stato demolito perché sottoutilizzato e anche per un piano di ridimensionamento della rete di RFI, ma è rimasto il binario di incrocio scollegato dalla linea principale. (al 24/08/2021)